# 薄瑞光
薄瑞光（英語：Raymond F. Burghardt，1945年5月27日—），生于美國纽约，美国外交官，通晓汉语、西班牙语、越南语、法语。

## 生平
薄瑞光1967年毕业于哥伦比亚大学。1969年进入美国国务院工作，1970年至1971年間在越南共和國（前南越）擔任國際發展局嘉定省難民事務官，其次於197年至1973年間至西貢（現胡志明市）擔任美國駐南越大使館政治官。西貢易幟後，他於1977年至1980年間在美國駐香港總領事館擔任越南難民議題負責人。1980年至1982年間調回國務院，擔任越南、寮國及柬埔寨事務科長。1982年3月，他在美國政府第一屆越南戰爭失蹤軍人談判團代表美方前往河內。
1987年至1989年間，薄瑞光於美國駐華大使館擔任政治處長，任內曾見證天安門事件，並獲李潔明大使欽點為代理副館長，以替補前任副館長唐穆勝離任至新任副館長貝霖履新前的空缺。1990年出任美国驻韓大使馆副馆长，其间还曾任临时代办。1993年至1996年間改任美国驻菲律賓大使馆副館長，1997年又任美国驻上海总领事。1999年至2001年间任美国在台协会台北办事处处长。2001年离职时，时任中华民国总统陈水扁曾授其大绶景星勋章。其后出任美国驻越南大使馆大使。2004年从外交官岗位上退休，并出任夏威夷东西文化中心东西论坛主任。2006年兼任美國在台協會主席。
2007年12月11日，薄瑞光結束訪問臺灣的行程，他在離開臺灣前夕再度把美國對2008年臺灣入聯公民投票的態度講清楚，反駁陳水扁的部分說法。薄瑞光說，入聯公投就是在製造麻煩，美國認為，入聯公投企圖綁住下一任中華民國總統的雙手，形成對下一任總統的限制；尤其是如果入聯公投過關，將給下一任總統造成更加困難的情況，限縮下一任總統的空間。薄瑞光說，入聯公投將影響臺海兩岸互動氣氛與亞太區域情勢，使陳水扁政府高層在對內或對外闡述入聯公投的涵義上付出昂貴的溝通代價；美國反對入聯公投，不是不了解臺灣的想法，而是關切這樣的公投將影響臺海穩定。薄瑞光說，美國認為，入聯公投表面上看似不違背四不一沒有，但已經以「走後門」方式違背四不一沒有，例如：陳水扁一直強調入聯公投就是拒絕兩岸統一，這樣的詮釋已經超越公投本身的內容；陳水扁認為入聯公投過關可以讓美國了解一個中國政策的「錯誤」，但實際情況並非如此。
2008年8月29日，美國國務院與美國在台協會表示，《自由時報》連續兩天指稱薄瑞光曾在中華民國總統馬英九專機過境美國時向馬英九政府官員傳達「不能暗示中國對台灣擁有主權」與「台灣參與國際活動不能由北京最終同意」，「《自由時報》的報導是錯誤的」，美國樂見台灣海峽兩岸關係最近的正面發展。同日，《自由時報》表示，不予回應。
2010年1月26日，薄瑞光說，馬英九專機於本月25日過境美國舊金山，當時接機的他說了一句「天氣不好」，《自由時報》卻說他以這句話點出台灣進口美國牛肉問題對台美關係的影響，「我知道報紙的報導，用我今天早上談論天氣的話題，引申報導為台美關係不佳；我寧願這只是個笑話，因為這實在太愚蠢了。台美關係非常好，台灣跟我們的關係維持得很好。」薄瑞光強調，台美關係「非常好」（excellent），在馬英九領導下，台美雙方合作非常順利，美國不會讓台灣進口美國牛肉問題影響台美全面關係，「馬總統在美待遇可資證明，台灣空軍C-130運輸機可降落美國則是另一證明。」2010年1月29日，馬英九專機過境美國洛杉磯，薄瑞光說「我這次絕對不會再講天氣了」。
2016年6月25日，薄瑞光在美國之音的專訪中表示，在他過去和汪道涵與辜振甫的會面中，兩人沒對他講過「九二共識」，辜振甫有時會使用「九二諒解」（1992 understanding）形容；薄瑞光認為，這跟美方沒有關係，美方不應發表意見。薄瑞光亦就九二共識的歷史表示，「九二共識」四字是蘇起首次使用，在此之前「這名字不存在」。薄瑞光還說，前美国驻华大使温斯顿·洛德曾說「美國人不夠聰明，無法想出辦法幫助兩岸的中國人解決他們的關係」，他覺得這句話現在依然適用。